# Carl Blum (Theologe)
Carl Theodor Wilhelm Blum (* 4. Mai 1841 in Garssen (lettisch: Gārsene) bei Aknīste im Kurland; † 10. Februar 1906 in Dorpat (Tartu)) war ein lutherischer Theologe und wolgadeutscher Pfarrer, dessen Predigten posthum unter den Russlanddeutschen während der Sowjetzeit von großer Bedeutung waren.

## Leben und Wirken
Carl (auch: Karl) Blum war Sohn des Bauern und Pächters Peter Blum und dessen Ehefrau Anna geborene Rosenblat. Er besuchte das Gymnasium in Mitau (lettisch: Jelgava) und studierte von 1860 bis 1865 Theologie an der Kaiserlichen Universität Dorpat.
Von 1866 bis 1867 war Blum als Hauslehrer im Pastorat Edwahlen (Ēdole) und Dubena (Dignāja) im Kurland tätig und wurde am 31. Dezember 1867 in Riga zum lutherischen geistlichen Amt ordiniert. Es folgte die Tätigkeit als Hilfspfarrer in Schwanenburg (Gulbene) in Livland.
Im Jahre 1868 übernahm Carl Blum seine erste Pfarrstelle in Morgentau am Torgun im Wolgagebiet, 1872 erfolgte ein Wechsel nach Ludwigstal, und 1874 die Aufnahme einer Tätigkeit in Dondangen (Dundaga) im Kurland.
1879 begann eine neue Amtszeit als Pfarrer in Frösental (russisch: Nowolipowka) in der heutigen Oblast Saratow an der Wolga, bis Blum schließlich 1881 nach Krasnojar (Krasny Jar) wechselte, wo er bis 1905 blieb und ab 1901 zugleich auch Propst der Propstei Wolga-Wiesenseite war.
Carl Blum war seit dem 13. Januar 1868 mit Marie Luise Schilling (1838–1922) verheiratet, einer Tochter des Propstes Georg Schilling.
Carl Blum galt unter den Wolgadeutschen resp. Russlanddeutschen als begnadeter Prediger. Er gab Predigtsammlungen für jeden Sonn- und Feiertag des Kirchenjahres heraus, die in der zwangsauferlegten pfarrerlosen Zeit der kommunistischen Sowjetunion den meist im Geheimen aktiven evangelischen Christen auch in Sibirien und Kasachstan ein hohes Maß an Halt und Orientierung boten und – oft handschriftlich überliefert – in Gottesdiensten und Betstunden verlesen wurden.

## Publikationen u.a.
- Gnade um Gnade. Evangelien-Predigten. Verlag der Lutherischen Buchhandlung, Groß Oesingen.
- Christus unser Leben. Epistel-Predigten. Verlag der Lutherischen Buchhandlung, Groß Oesingen.